# الکساندر چیوادزه
الکساندر چیوادزه (گرجی: ალექსანდრე გაბრიელის ძე ჩივაძე؛ زادهٔ ۸ آوریل ۱۹۵۵) بازیکن و مربی فوتبال گرجی‌تبار اهل اتحاد جماهیر شوروی سوسیالیستی بود.
از باشگاه‌هایی که در آن بازی کرده‌است می‌توان به باشگاه فوتبال دینامو تفلیس اشاره کرد.
وی همچنین در تیم ملی فوتبال شوروی بازی کرده‌است.